# Brasiliens Grand Prix 1985
Brasiliens Grand Prix 1985 var det första av 16 lopp ingående i formel 1-VM 1985.

## Resultat
1. Alain Prost, McLaren-TAG, 9 poäng
2. Michele Alboreto, Ferrari, 6
3. Elio de Angelis, Lotus-Renault, 4
4. Rene Arnoux, Ferrari, 3
5. Patrick Tambay, Renault, 2
6. Jacques Laffite, Ligier-Renault, 1
7. Stefan "Lill-Lövis" Johansson, Tyrrell-Ford
8. Martin Brundle, Tyrrell-Ford
9. Philippe Alliot, RAM-Hart
10. Derek Warwick, Renault
11. Thierry Boutsen, Arrows-BMW
12. Piercarlo Ghinzani, Osella-Alfa Romeo
13. Manfred Winkelhock, RAM-Hart

### Förare som bröt loppet
- Gerhard Berger, Arrows-BMW (varv 51, upphängning)
- Ayrton Senna, Lotus-Renault (48 , elsystem)
- Eddie Cheever, Alfa Romeo (42, motor)
- Pierluigi Martini, Minardi-Ford (41, motor)
- Niki Lauda, McLaren-TAG (27, bränslesystem)
- Andrea de Cesaris, Ligier-Renault (26, olycka)
- Riccardo Patrese, Alfa Romeo (20, punktering)
- Keke Rosberg, Williams-Honda (10, turbo)
- Francois Hesnault, Brabham-BMW (9, olycka)
- Nigel Mansell, Williams-Honda (8, avgassystem)
- Mauro Baldi, Spirit-Hart (7, turbo)
- Nelson Piquet, Brabham-BMW (2, transmission)